# Belváros (Dunaújváros)
Dunaújváros Belvárosa az Építők útja, Vasmű út, Dózsa György út, Szórád Márton út által közrefogott területet jelenti.
A korabeli lakótelepek jellemzője, hogy a tömbök a szocreál jegyében született tervek mintájára, konfigurációkba rendezve lettek kialakítva. A nagyobb egységeket jelentik a lakókörzetek. Az alapegységeket az intézmények jelentik: iskola, óvoda, bölcsőde. Dunaújváros belvárosának építési ütemét Schall József és építész csoportja készítették el. Pillangótetős kockaházas típusokat terveztek.
A Rákosi-korszak alatt nem a takarékosság jellemezte az 1950-es évekbeli építészetet. Dunapentelét rohamléptékben népszerűsítették. 1951 tavaszán sátortábor keretén belül 1000 diák utazott a városba.
1951-ben megváltozott az épületek építészeti stílusa, akkoriban építési hatóság nem volt, az Építésügyi Minisztérium gyakorolta a jogkört. A 19. század első évtizedeinek irányzata, a klasszicizmus adaptációja érvényesült az épületeken. A Bartók Béla Színházat (ma Bartók Kamaraszínház) szimmetrikus kialakítás jellemzi.
Oszlopok, kolonnádok, timpanonok díszítik a színházat. 1951-ben sok lakóháznál a homlokzatot nem fejezték be, csak 1955-ben.
A Bartók Béla téren lévő Bartók Béla Színházat Kiss Dezső tervezte, amit 1953. december 31-én adták át. Belső szerkezetét Minári Pál alakította ki. A Petőfi liget felőli oldalát később bővítették is az épületnek. A színház területe 1408 négyzetméter. Az üvegablakokon Petőfi Sándor János vitéze jelenik meg, amit Z. Gács György készített.
1959-ben épült Beszédes Kornél szállója, két épületből áll. Az Építők útja déli részén kapott helyet a Fabó Éva Sportuszoda.
Dunaújváros belvárosában találjuk a Krupszkaja óvodát, Rácz András, Percz Jenő, Mattioni Eszter alkotásai díszítik az épületeket.
A Dózsa Mozi Centrum építése 1951. május 2-án kezdődött, és 1951. december 20-án adták át. Az 1600 négyzetméter alapterületű épületet öbb más építész mellett Szrogh József tervezte. 1952 szeptemberétől a Mokép szervezte a filmek vetítését, és 1962-ben már szélesvásznú moziként működött. 1995-ben Kegyes Csaba tervei alapján a mozi oldalát bővítették.
Dózsa György út déli oldalán található a gimnázium, amelynek a terveit Kapsza Miklós készítette el, Pálinkás János a statikai szerkezetre kapott megbízást, 1963-ban készült el. 1991-ben a tetőszerkezetet fejlesztették Szabó Imre tervei nyomán. 

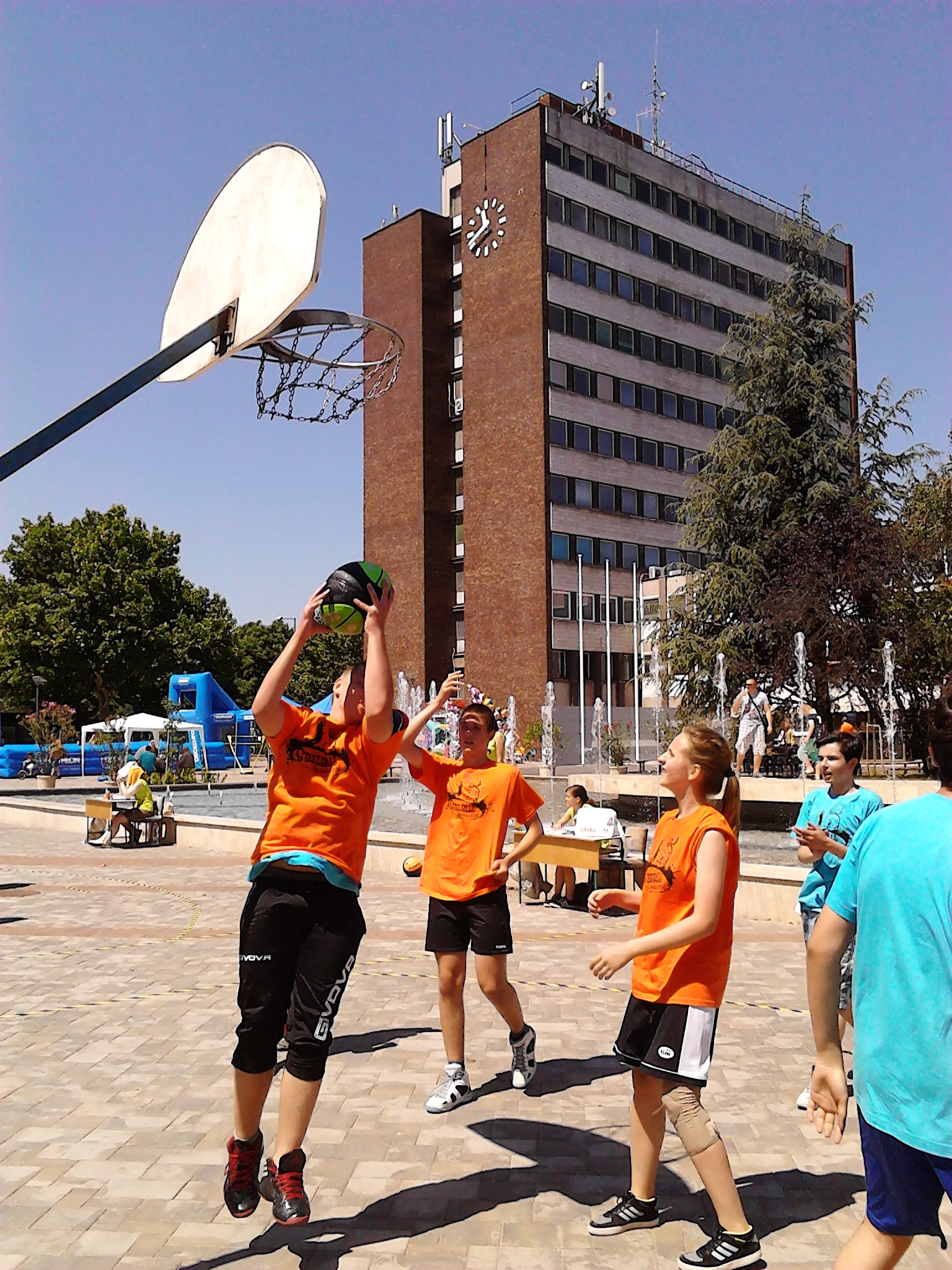
Városháza téri kosárlabda bajnokság

## Dunaújváros városrészei

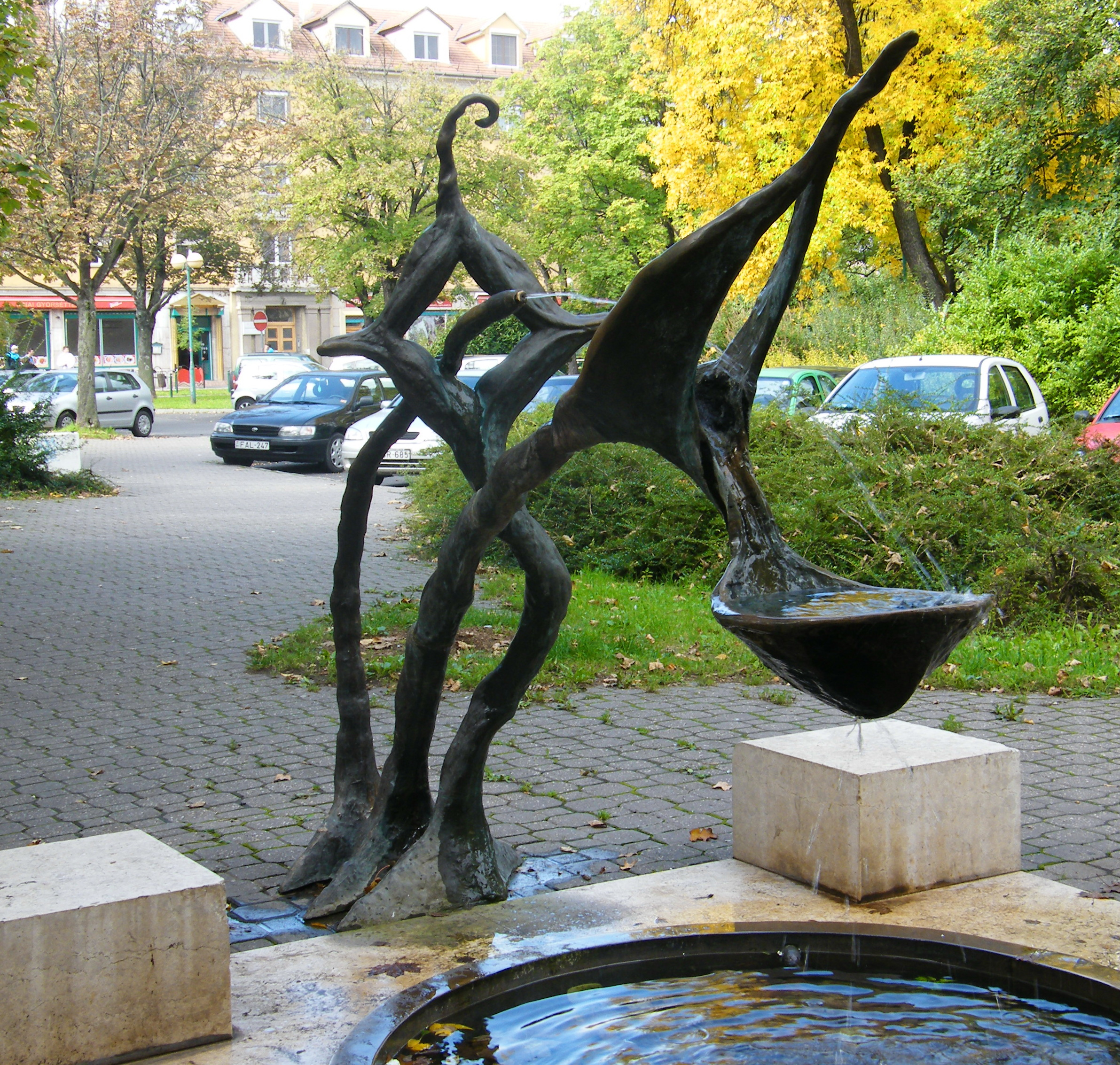
Palotás József köztéri szobra

- Északi Ipari Park
- Táborállás
- Szalki-sziget
- Óváros
- Újpentele
- Újtelep
- Római városrész
- Felső-Dunapart
- Béke városrész
- Kertváros
- Technikum városrész
- Dózsa városrész
- Belváros
- Dunasor
- Barátság városrész
- Dunaferr
- Déli Ipari Park

## Szobrok Dunaújváros belvárosában

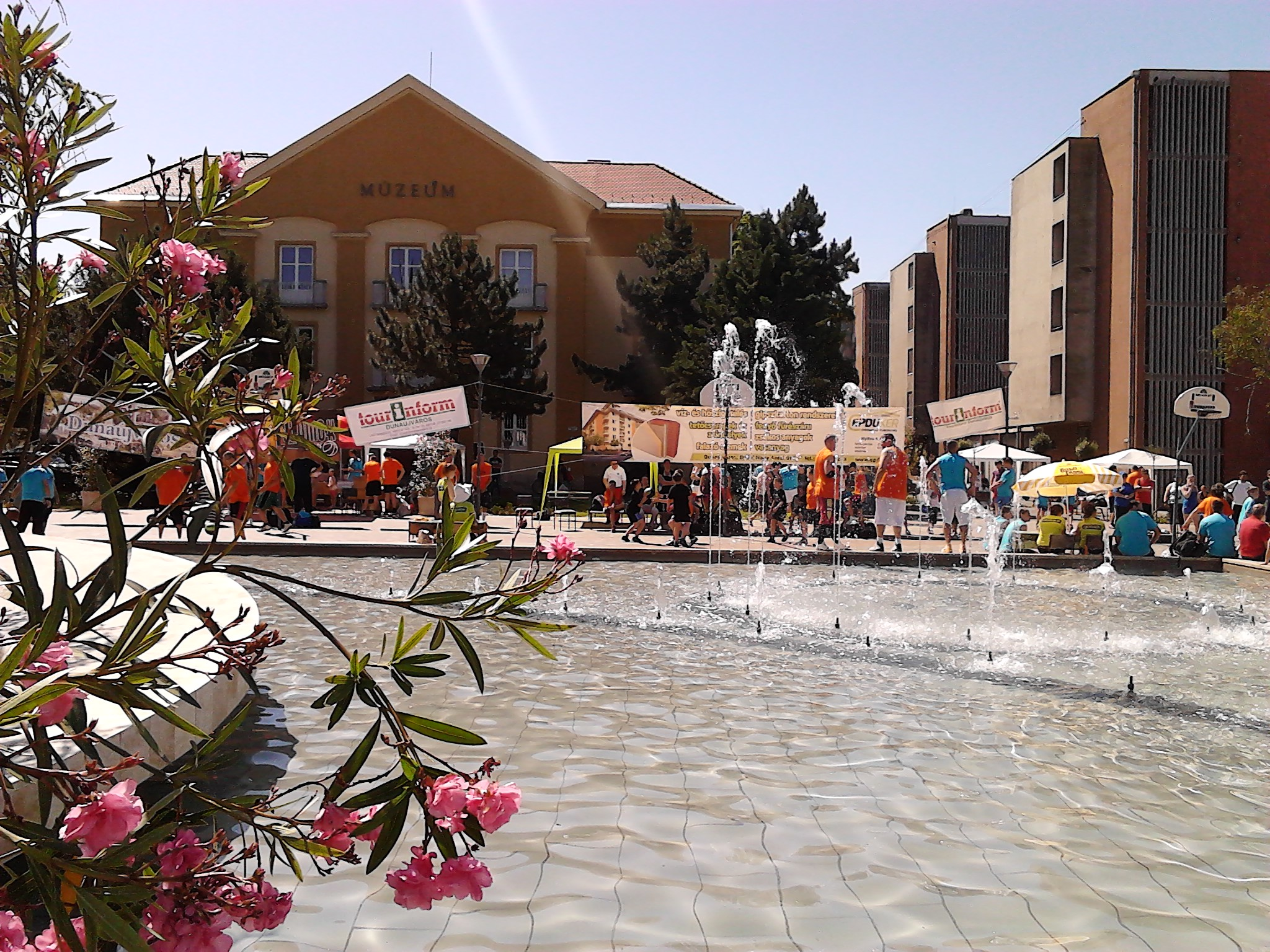
Megújult Városháza tér szökőkútja

- Somogyi József: Martinász